# Curac
Curac és un municipi francès situat al departament del Charente i a la regió de la Nova Aquitània. L'any 2007 tenia 120 habitants.

## Demografia

### Població
El 2007 la població de fet de Curac era de 120 persones. Hi havia 55 famílies de les quals 16 eren unipersonals (8 homes vivint sols i 8 dones vivint soles), 19 parelles sense fills, 16 parelles amb fills i 4 famílies monoparentals amb fills.
La població ha evolucionat segons el següent gràfic:
Habitants censats

### Habitatges
El 2007 hi havia 70 habitatges, 54 eren l'habitatge principal de la família, 11 eren segones residències i 5 estaven desocupats. 68 eren cases i 2 eren apartaments. Dels 54 habitatges principals, 44 estaven ocupats pels seus propietaris i 11 estaven llogats i ocupats pels llogaters; 4 tenien dues cambres, 9 en tenien tres, 15 en tenien quatre i 27 en tenien cinc o més. 51 habitatges disposaven pel capbaix d'una plaça de pàrquing. A 22 habitatges hi havia un automòbil i a 30 n'hi havia dos o més.

### Piràmide de població
La piràmide de població per edats i sexe el 2009 era:
| Homes | Edats   | Dones |
| ----- | ------- | ----- |
| 4     | 95 o +  | 0     |
| 0     | 90 a 94 | 4     |
| 0     | 85 a 89 | 0     |
| 0     | 80 a 84 | 0     |
| 12    | 75 a 79 | 0     |
| 0     | 70 a 74 | 12    |
| 0     | 65 a 69 | 4     |
| 0     | 60 a 64 | 0     |
| 4     | 55 a 59 | 0     |
| 12    | 50 a 54 | 4     |
| 4     | 45 a 49 | 12    |
| 0     | 40 a 44 | 0     |
| 12    | 35 a 39 | 4     |
| 0     | 30 a 34 | 4     |
| 0     | 25 a 29 | 4     |
| 8     | 20 a 24 | 0     |
| 8     | 15 a 19 | 0     |
| 0     | 10 a 14 | 4     |
| 8     | 5 a 9   | 0     |
| 4     | 0 a 4   | 0     |

## Economia
El 2007 la població en edat de treballar era de 81 persones, 54 eren actives i 27 eren inactives. De les 54 persones actives 49 estaven ocupades (25 homes i 24 dones) i 5 estaven aturades (3 homes i 2 dones). De les 27 persones inactives 14 estaven jubilades, 6 estaven estudiant i 7 estaven classificades com a «altres inactius».

### Ingressos
El 2009 a Curac hi havia 56 unitats fiscals que integraven 125,5 persones, la mediana anual d'ingressos fiscals per persona era de 14.332 €.

### Activitats econòmiques
Dels 2 establiments que hi havia el 2007, 1 era d'una empresa de construcció i 1 d'una empresa de comerç i reparació d'automòbils.
L'únic servei als particulars que hi havia el 2009 era una empresa de construcció.
L'únic establiment comercial que hi havia el 2009 era una botiga d'electrodomèstics.
L'any 2000 a Curac hi havia 7 explotacions agrícoles que ocupaven un total de 224 hectàrees.

## Poblacions més properes
El següent diagrama mostra les poblacions més properes.